# Berlancourt (Oise)
Berlancourt település Franciaországban, Oise megyében. Lakosainak száma 316 fő (2022. január 1.). Berlancourt Golancourt, Guiscard, Le Plessis-Patte-d’Oie, Villeselve és Brouchy községekkel határos.

## Népesség
A település népességének változása:
| Lakosok száma | 335  | 334  | 347  | 331  | 325  | 319  | 316  | 312  | 316  |
|               | 2013 | 2015 | 2016 | 2017 | 2018 | 2019 | 2020 | 2021 | 2022 |